# Si Chiang Mai (huyện)
Si Chiang Mai (tiếng Thái: ศรีเชียงใหม่) là một huyện (amphoe) ở phía tây của tỉnh Nong Khai, đông bắc Thái Lan.

## Lịch sử
Si Chiang Mai là một đô thị cổ, được thành lập bởi vua Setthathirath của Lan Xang. Tên được đặt theo Mueang Chiang Mai. Đơn vị này được lập thành huyện của tỉnh Nong Khai ngày 4 tháng 8 năm 1958, khi được tách ra từ huyện Tha Bo.

## Địa lý
Các huyện giáp ranh (từ phía đông nam theo chiều kim đồng hồ) là Tha Bo, Pho Tak và Sangkhom của tỉnh Nong Khai. Về phía bắc qua sông Mekong là tỉnh của Lào, tỉnh Viêng Chăn.

## Hành chính
Huyện này được chia thành 4 phó huyện (tambon), các đơn vị này lại được chia ra thành 43 làng (muban). Si Chiang Mai là một thị trấn (thesaban tambon) nằm trên một phần của tambon Phan Phrao. 
| STT | Tên          | Tên tiếng Thái | Số làng | Dân số |  |
| --- | ------------ | -------------- | ------- | ------ |  |
| 1.  | Phan Phrao   | พานพร้าว        | 15      | 14.042 |  |
| 3.  | Ban Mo       | บ้านหม้อ         | 8       | 4.523  |  |
| 4.  | Prabuddhabat | พระพุทธบาท      | 10      | 4.846  |  |
| 5.  | Nong Pla Pak | หนองปลาปาก     | 10      | 7.721  |  |

Các con số mất là tambon nay tạo thành huyện Pho Tak.